# 琅琊寺
琅琊寺（ろうやじ）は、中華人民共和国安徽省滁州市琅琊区琅琊山にある仏教寺院。

## 歴史
唐の大暦年間、滁州刺史李幼卿・法琛により創建された。当時は宝応寺と称した。
北宋の太平興国3年（978年）、太宗により「開化禅寺」の名を賜った。
元代末年の兵火で焼失した。
明の洪武6年（1373年）、僧侶紹寧・無為は寺院を再建した。
清の嘉慶年間、皓清法師は寺院を重修した。「開化律寺」と改称。咸豊年間、太平天国の乱の火難で寺は全焼した。光緒30年（1904年）、達修法師が伽藍を整備した。琅琊寺に正式に改名した。
1981年9月8日、安徽省人民政府は仏寺を安徽省文物保護単位に認定した。1983年、中華人民共和国国務院は仏寺を漢族地区仏教全国重点寺院に認定した。

## 伽藍
山門、天王殿、鐘楼、鼓楼、大雄宝殿、無極殿、蔵経閣

## 周辺の建築物
- 醉翁亭